# قائمة الأعلام في الجزائر
قائمة الأعلام في الجزائر، هذه قائمة بالأعلام الحالية والتاريخة المستخدمة في الجزائر.

## الأعلام الوطنية

علم الجمهورية الجزائرية
علم الرئاسة الجزائرية

## الأعلام العسكرية

علم القوات البحرية الجزائرية
علم السفن القوات البحرية الجزائرية

## علم مملكة الجزائر

علم مملكة الجزائر

## أعلام الجزائر قبل الاستقلال

علم سنة 1940م
علم سنة 1945م سطيف

## أعلام سابقة

علم الدولة الزيرية
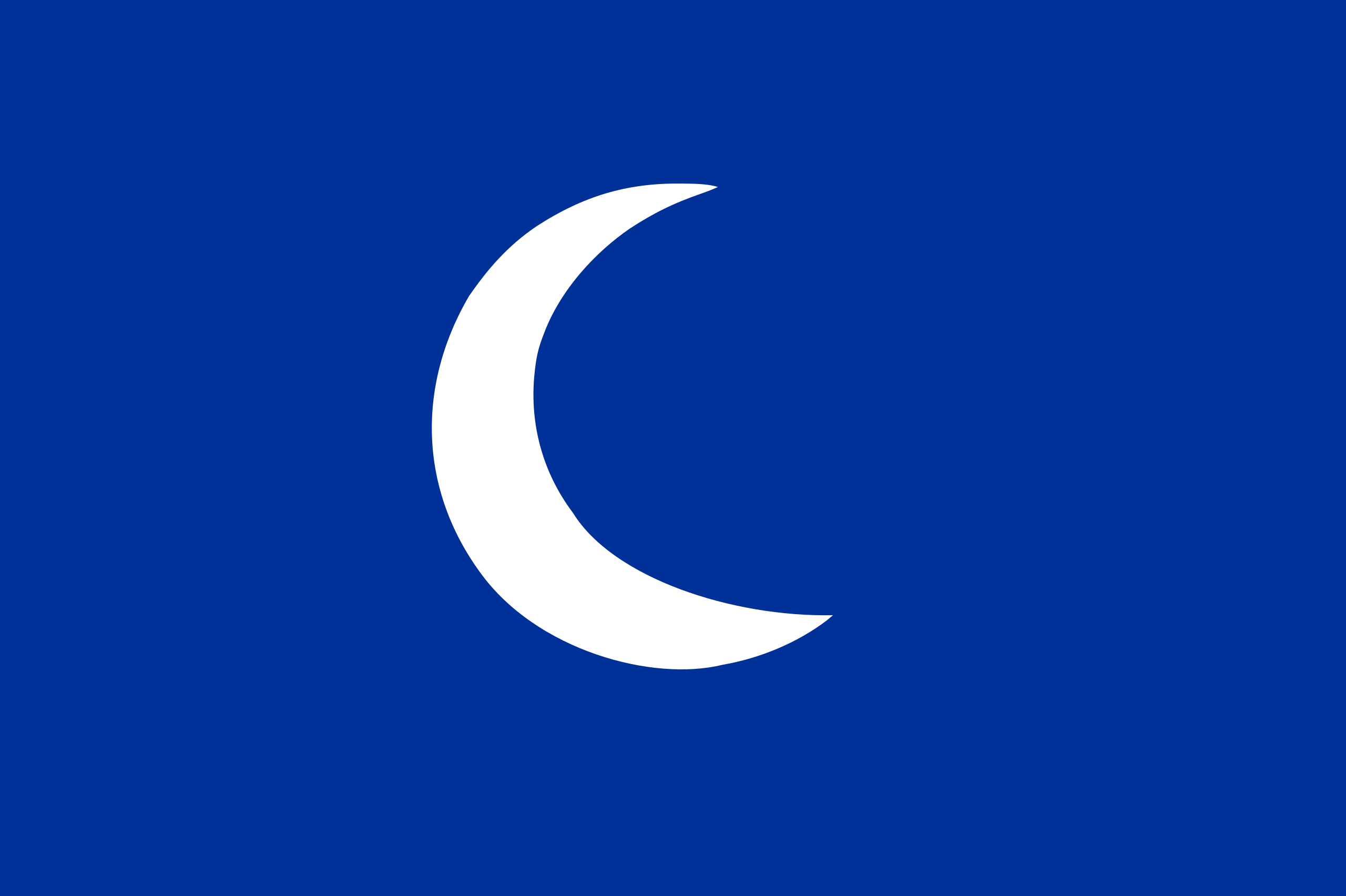
علم دولة بنو زيان الجزائرية
علم داي الجزائر
علم باي قسنطينة
علم إيالة الجزائر 1515 – 1830
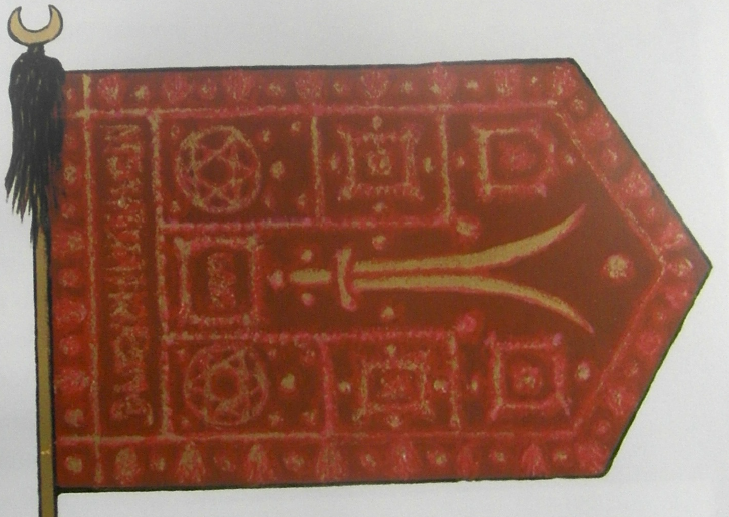
علم الجزائر خاص بالحروب في العصر العثماني
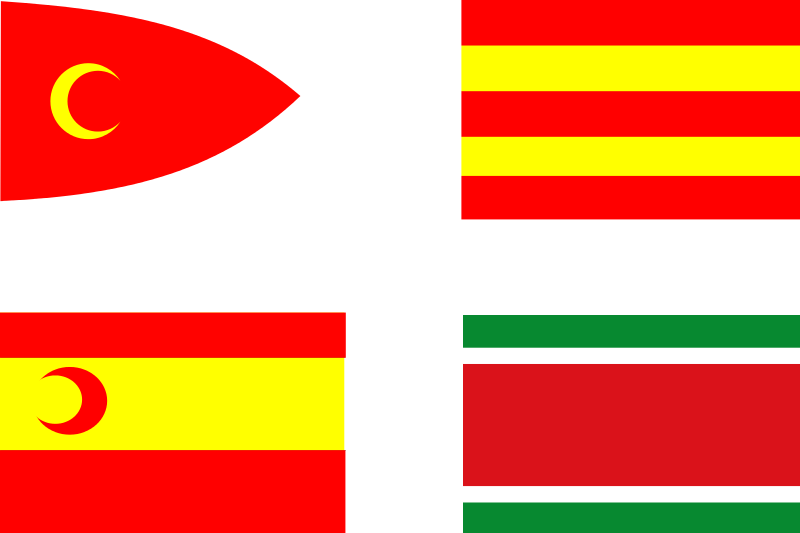
اعلام الجزائر في العهد العثماني
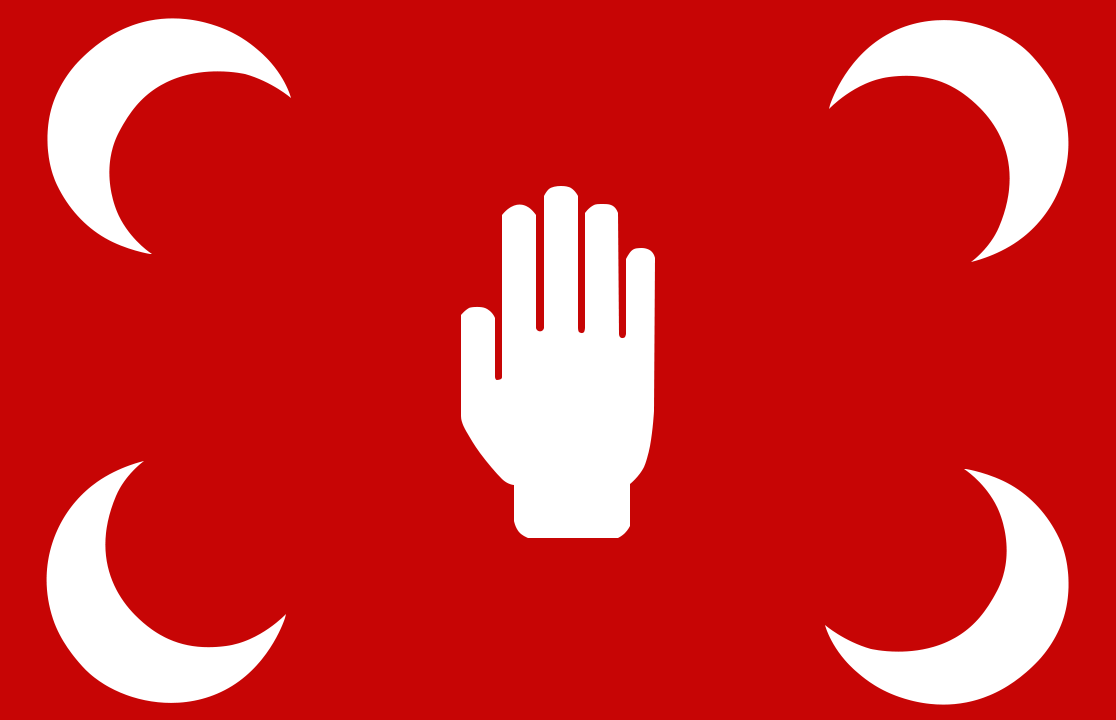
علم إمارة كوكو الجزائرية
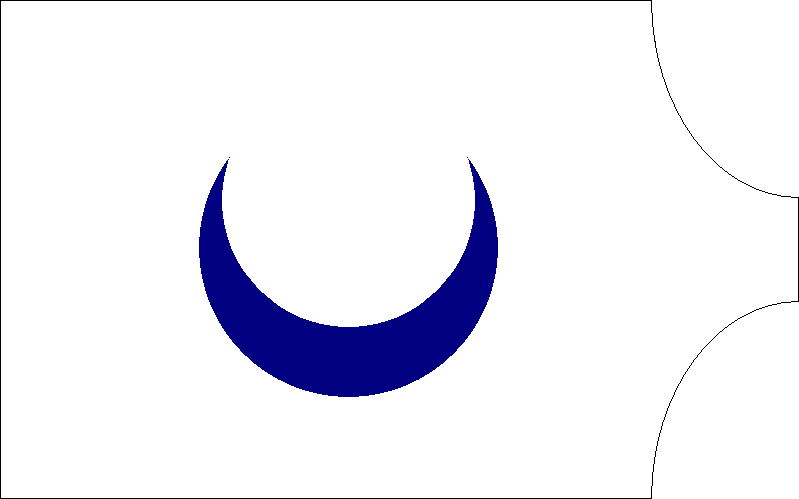
علم مملكة تلمسان الجزائرية
علم مملكة تلمسان الجزائرية
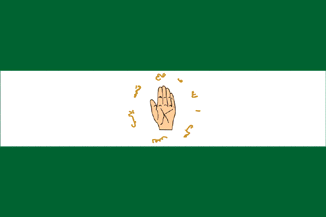
علم دولة الأمير عبد القادر الجزائري 1832 – 1847